# Kitly
Kitly (azerbajdzjanska: Keşlə) är en ort i Azerbajdzjan.   Den ligger i distriktet Baku, i den östra delen av landet, i huvudstaden Baku. Kitly ligger 10 meter över havet och antalet invånare är 16 000.
Terrängen runt Kitly är huvudsakligen platt, men åt sydväst är den kuperad. Runt Kitly är det tätbefolkat, med 982 invånare per kvadratkilometer.. Närmaste större samhälle är Baku, 2,3 km söder om Kitly. 
Runt Kitly är det i huvudsak tätbebyggt.